# Caracterologia
Caracterologia significa literalmente estudo do caráter, e designava, originalmente, toda pesquisa ligada à personalidade. Atualmente a expressão só costuma ser usada em referência à teoria da personalidade de René Le Senne e Gaston Berger, segundo a qual há 8 caráteres (i.e., tipos psicológicos), definidos a partir de três características básicas ("propriedades") - "emotividade", "atividade" e "ressonância".
Esta teoria foi desenvolvida a partir dos estudos dos psicólogos holandeses Gerardus Heymans e Enno Dirk Wiersma, que, procurando estudar a hereditariedade de vários traços psicológicos, elaboraram estatísticas desses traços para várias pessoas e, depois, através da análise fatorial, concluíram que estes poderiam ser agrupados em três grandes características.

## Conceitos básicos
Para Le Senne, caráter designa o conjunto de disposições congênitas, ou seja, que o indivíduo possui desde seu nascimento e compõe, assim, o esqueleto mental do indivíduo; já personalidade, é definida por ele como o conjunto de disposições mais "externas", como que a "musculatura mental" - todos os elementos constitutivos do ser humano que foram adquiridos no correr da vida, incluindo todos os tipos de processo mental.

## As propriedades constitutivas
Le Senne define três propriedades constitutivas do caráter:
Emotividade - a propensão de vivenciar os acontecimentos de maneira mais ou menos emotiva, podendo as pessoas ser "emotivas" ou "não-emotivas";
Atividade - a inclinação e o gosto pela ação, havendo os "ativos" e os "não-ativos". A atividade, neste sentido, refere-se ao gosto pela acção em sim mesma; não deve ser confundida com situações em que a ação é apenas uma consequência da emotividade do indivíduo (ex. uma pessoa perseguida por uma fera é ativa, mas não pelo gosto da ação, mas pela emotividade (medo) da situação);
Ressonância das representações mentais - toda experiência (ou melhor, a representação dessa experiência na mente da pessoa) provoca no indivíduo uma "ressonância", ou seja, efeitos mentais (pensamentos, emoções, etc.). Efeitos que se referem a evento que se estão realizando (i.e. presentes) fazem parte da função primária da representação; já efeitos ligados a fenômenos já passados fazem parte da função secundária. Ressonância indica, assim, a tendência do indivíduo de viver mais no presente ou, pelo contrário, no passado ou no futuro; assim, os indivíduos serão "primários" (se vivem para o presente) ou "secundários" (se vivem para o passado ou para o futuro).
Além dessas três propriedades constitutivas dos tipos caracterológicos, Le Senne diferencia cinco propriedades complementares, que produzem diferenças entre as pessoas pertencentes a um mesmo tipo:
1. Amplidão do campo de consciência - a tendência inata de poder expandir mais ou menos a percepção e a atenção;
2. Inteligência analítica - sobretudo a capacidade de reflexão analítica, ainda em estádio nascente, a possibilidade de desenvolver a inteligência adulta;
3. Egocentrismo ou alocentrismo - ou seja, a capacidade maior ou menor de o indivíduo ver o mundo e os acontecimentos do ponto de vista das outras pessoas;
4. Outras tendências predominantes - preferências pessoais inatas;
5. O modo de estrutura mental.

## Os tipos caracterológicos
A partir da combinação das três propriedades constitutivas definem-se 8 tipos caracterológicos ou caráteres, que produzem assim diferentes personalidades:
Emotivo - Activo - Primário: o "colérico". Indivíduos activos, impulsivos, generosos, sempre cheios de projectos, mas instáveis, saltando frequentemente de uma actividade para outra que lhes pareça mais entusiasmante e desafiadora (ex. Danton, Léon Gambetta, Jean Jaurès)
Emotivo - Activo - Secundário: o "apaixonado". Indivíduos que têm um objectivo, sobretudo a longo prazo, e concentram todas as suas energias para esse fim (ex. Napoleão, Adolf Hitler).
Emotivo - não Activo - Primário: o "nervoso". Indivíduos imaginativos, com algum fascínio pelo "bizarro" e por tudo o que saia da monotonia; frequentemente com aptidão artística (ex. Edgar Allan Poe, Shelley, Byron)
Emotivo - não Activo - Secundário: o "sentimental". Indivíduos introvertidos e tímidos, frequentemente com grandes sonhos e projetos, mas que pouco fazem para os realizar (ex. Kierkgaard, Robespierre, Rousseau, Thoreau)
não Emotivo - Activo - Primário: o "sanguíneo". Indivíduos pragmáticos e "terra-a-terra" , que se adaptam facilmente a qualquer situação e com grande facilidade no relacionamento com outros, (ex. Metternich, Montesquieu, Talleyrand, Voltaire).
não Emotivo - Activo - Secundário: o "fleumático". Indivíduos trabalhadores, regulares, calmos e pontuais (ex. Kant, James Mill, John Stuart Mill)
não Emotivo - não Activo - Primário: o "amorfo". Indivíduos pouco activos, que se acomodam às situações, de bom humor (ex. Luís XV)
não Emotivo - não Activo - Secundário: o "apático". Indivíduos tranquilos, pouco activos, gostando de uma vida rotineira (ex. Luís XVI)
Os 2 últimos tipos caracterológicos (os "não Emotivos - não Activos") são, segundo o autor, muito raros.

## Caracterologia em Portugal
Em Portugal Delfim Santos divulgou persistentemente a caracterologia de Heymans - Le Senne - Berger em muitas de suas obras sobre Psicopedagogia e escreveu as seguintes monografias:
- Psicologia e Caracterologia (1943);
- Medicina e Caracterologia  - 8ª lição de um curso de Psicologia Médica (1955);
- Importância da caracterologia na educação (1961);
- Analyse caractérologique des aptitudes militaires (1961).